# Barkalovka
Barkalovka (en rus: Баркаловка) és un poble de l'óblast de Kursk, a Rússia, que en el cens del 2010 tenia 5 habitants. Pertany al districte rural de Gorxétxnoie.